# Michael Elgin
Aaron Frobel, más conocido como Michael Elgin (Toronto, 13 de diciembre de 1986), es un luchador profesional canadiense.
Frobel debutó a fines de 2004  para la edad de 16 años, era un habitual en el circuito independiente. Ha competido para promociones como Impact Wrestling, Ring of Honor, New Japan Pro-Wrestling, Pro Wrestling NOAH, Combat Zone Wrestling, World League Wrestling, Alpha-1 Wrestling y la Independent Wrestling Association Mid-South, donde ganó el IWA Mid-South Strong Style Championship en 2008.
Entre sus logros fue una vez Campeón Mundial, al ser una vez Campeón Mundial de ROH y también fue una vez Campeón Intercontinental de la IWGP, una vez Campeón de Peso Abierto NEVER, una vez Campeón en Parejas 6-man NEVER de Peso Abierto y fue ganador de Survival of the Fittest (2011 y 2015) y de Gran Prix Internacional del CMLL (2018).

## Carrera

### Formación y carrera temprana
Frobel había comenzado a entrenar en una escuela de lucha libre a la edad de 14 años. Más tarde se trasladó al entrenamiento en Squared Circle Training en Toronto, Ontario , Canadá bajo Rob Fuego a principios de 2004.. Por la edad de 16, Frobel, cuando Elgin, era un competidor regular en el circuito independiente. La Comisión Atlética de Ontario no permitió que las personas menores de 18 años lucharan profesionalmente en la zona, por lo que Frobel viajó a Montreal , así como a los Estados Unidos para luchar en los estados de Michigan , Ohio e Indiana.

### Circuitos independientes (2005–2010)
Frobel, cuando Elgin, ha sido un puntal en varias promociones independientes, ambos en los Estados Unidos y Canadá, desde entonces 2005.

### Pro Wrestling Guerrilla (2012–2017)
El 25 de mayo de 2012, Elgin hizo su debut en Pro Wrestling Guerrilla, perdiendo ante Willie Mack. El 21 de julio en Threemendous III, el evento de aniversario de nueve años de PWG, Elgin derrotó a Sami Callihan por su primera victoria en la empresa. El 1 de septiembre, Elgin entró a PWG Battle of Los Angeles 2012, derrotando a Davey Richards en la primera ronda. Al día siguiente, Elgin primero derrotó a Brian Cage en los cuartos de final, luego a Ricochet en la semifinal, antes de perder contra Adam Cole en la final del torneo. El 27 de octubre en Failure to Communicate, Elgin desafió sin éxito a Kevin Steen por el Campeonato Mundial de PWG en un Triple Threat Match, que también incluyó a Ricochet.
El 12 de enero de 2013, Elgin y Brian Cage formaron un equipo llamado Unbreakable F'n Machines (un nombre derivado de los apodos de ambos luchadores) y participaron en el torneo por el Dynamite Duumvirate Tag Team Title Tournament 2013. En la primera ronda, capturaron el Campeonato Mundial en Parejas de PWG al vencer a los ganadores del año anterior, los Super Smash Bros. (Player Uno y Stupefied). The Unbreakable F'n Machines perdió el campeonato ante The Young Bucks (Matt y Nick Jackson) en la ronda semifinal del torneo más tarde ese mismo día.

### New Japan Pro-Wrestling (2015-2019)

#### 2015-2016
A través de la relación laboral de ROH con NJPW, Elgin hizo su debut para la promoción japonesa participando en el G1 Climax 2015 entre el 23 de julio y el 15 de agosto. Terminó su torneo con un récord de cuatro victorias y cinco derrotas, sin poder avanzar desde su bloque. Elgin rápidamente se hizo popular entre las multitudes japonesas y su actuación en el torneo se llamó un "resurgimiento de la carrera". En noviembre, se anunció que haría equipo con Hiroshi Tanahashi en la World Tag League 2015. Terminaron el torneo con un récord de cuatro victorias y dos derrotas, por poco se perdió la final debido a la derrota ante bloqueadores ganadores Togi Makabe y Tomoaki Honma.
El 4 de enero de 2016, en Wrestle Kingdom 10, Elgin desafió sin éxito a Jay Lethal para el Campeonato Mundial de ROH. El 20 de febrero, se informó que Elgin había firmado un contrato de dos años con NJPW. Esto fue confirmado por NJPW el 3 de marzo. En su primera gira bajo un contrato de NJPW, Elgin llegó a las semifinales de la New Japan Cup (2016), antes de perder contra Hirooki Goto. El 20 de marzo, Elgin recibió su primera oportunidad por el título en NJPW, cuando él, Hiroshi Tanahashi y Juice Robinson desafiaron sin éxito a The Elite (Kenny Omega y The Young Bucks) por el Campeonato en Parejas 6-man NEVER de Peso Abierto. El 10 de abril en Invasion Attack, Elgin ganó su primer título en NJPW, cuando él, Tanahashi y Yoshitatsu derrotaron a The Elite para convertirse en los nuevos Campeones en Parejas 6-man NEVER de Peso Abierto. Hicieron su primera defensa exitosa el 23 de abril contra Bad Luck Fale, Kenny Omega y Yujiro Takahashi. Cuatro días después, Elgin desafió sin éxito a Omega por el Campeonato Intercontinental de la IWGP. Esto marcó la primera vez que dos canadienses tenían una presentación principal de NJPW. El 3 de mayo en Wrestling Dontaku, Elgin, Tanahashi y Yoshitatsu perdieron sus títulos de regreso a The Elite.
El 19 de junio en Dominion 6.19 in Osaka-jo Hall, Elgin reemplazó a un Hiroshi Tanahashi debido a su lesión y derrotó a Kenny Omega en el primer Ladder match de NJPW para convertirse en el nuevo Campeón Intercontinental de la IWGP. Del 22 de julio al 13 de agosto, Elgin participó en el G1 Climax 2016, donde terminó con un récord de cinco victorias y cuatro derrotas. Elgin no pudo avanzar a la final debido a perder contra Katsuhiko Nakajima en el último día. El 25 de septiembre en Destruction in Kobe, Elgin perdió el Campeonato Intercontinental de la IWGP ante Tetsuya Naito. El 10 de octubre en King of Pro-Wrestling, Elgin sufrió un zócalo en el ojo izquierdo roto al recibir un dropkick de Naito. La lesión requeriría cirugía y obligó a Elgin a retirarse de todos los eventos futuros, incluida una revancha programada del Campeonato Intercontinental IWGP con Naito en Power Struggle.

#### 2017-2019
Elgin regresó a NJPW el 4 de enero de 2017 en Wrestle Kingdom 11, ganando el pre-show New Japan Rumble después de ingresar como el primer hombre en entrar. El 11 de febrero en The New Beginning in Osaka, Elgin desafió sin éxito a Naito por el Campeonato Intercontinental de la IWGP. Después de ser apartado de NJPW debido al tamaño de la lista de la promoción, Elgin regresó el 11 de junio a Dominion 6.11 in Osaka-jo Hall, perdiendo contra Cody. El 1 de julio en G1 Special in USA, Elgin participó en un torneo para determinar al Campeón Peso Pesado de los Estados Unidos de la IWGP, pero fue eliminado en su lucha de primera ronda por Kenny Omega. 
Elgin participó en la New Japan Cup 2019, perdiendo en la primera ronda ante Okada. La gira que rodea el torneo presentó la última aparición de Elgin con la promoción el 24 de marzo de 2019, uniéndose a Colt Cabana y Toa Henare para derrotar a Tencozy y Shota Umino. El 1 de abril de 2019, Elgin deja oficialmente la NJPW.

### México (2016, 2017)
El 1 de junio de 2016, la empresa mexicana Consejo Mundial de Lucha Libre (CMLL)  anunció Elgin como participante en el 2016 Internacional Gran Prix. El 23 de junio, hizo su debut hecho en Lucha Libre la élite que derrota Jinder Mahal. El 25 de junio, Elgin también devenía Lucha Libre el campeón Mundial inaugural de la élite por derrotar Volador Jr. En una final de torneo. En julio 1, Elgin participó en el 2016 Internacional Gran Prix, de qué esté eliminado por Último Guerrero. En julio 10, Elgin estuvo derrotado por Último Guerrero en #Arena México. Elgin la visita mexicana concluyó el día siguiente.

### Impact Wrestling (2019-2020)
El 28 de abril de 2019, Elgin hizo su debut en la empresa Impact Wrestling en el evento Rebellion confrontando al recién coronado Campeón Mundial de Impact Brian Cage luego de derrotar a Johnny Impact, más tarde lo atacó. El 3 de mayo en el episodio de Impact!, Elgin derrotó a Johnny Impact y Pentagón Jr. en un Triple Threat Match para determinar al contendiente número uno por el  Campeonato Mundial de Impact. El 17 de mayo en el episodio de Impact!, Elgin perdió a Rich Swann por descalificación cuando Elgin venció a Swann fuera del ring.
El 22 de junio de 2020, se anunció que Elgin fue suspendido por Impact luego de acusaciones de agresión sexual que se hicieron públicas. El 26 de junio, Impact Wrestling anunció que Elgin sería eliminado de toda programación futura y su contrato sería rescindido.

### Pro Wrestling Noah (2019-2020)
Elgin hizo su debut en Pro Wrestling NOAH el 2 de noviembre de 2019 en Battle of Aesthetics enfrentándose a Takashi Sugiura por el recién creado Campeonato Nacional GHC, en el que perdió. Elgin regresó el 4 de enero de 2020 durante la gira de Korakuen Hall, enfrentándose a Katsuhiko Nakajima en un esfuerzo ganador, y enfrentándose a Masao Inoue en un esfuerzo ganador al día siguiente.

## Vida personal

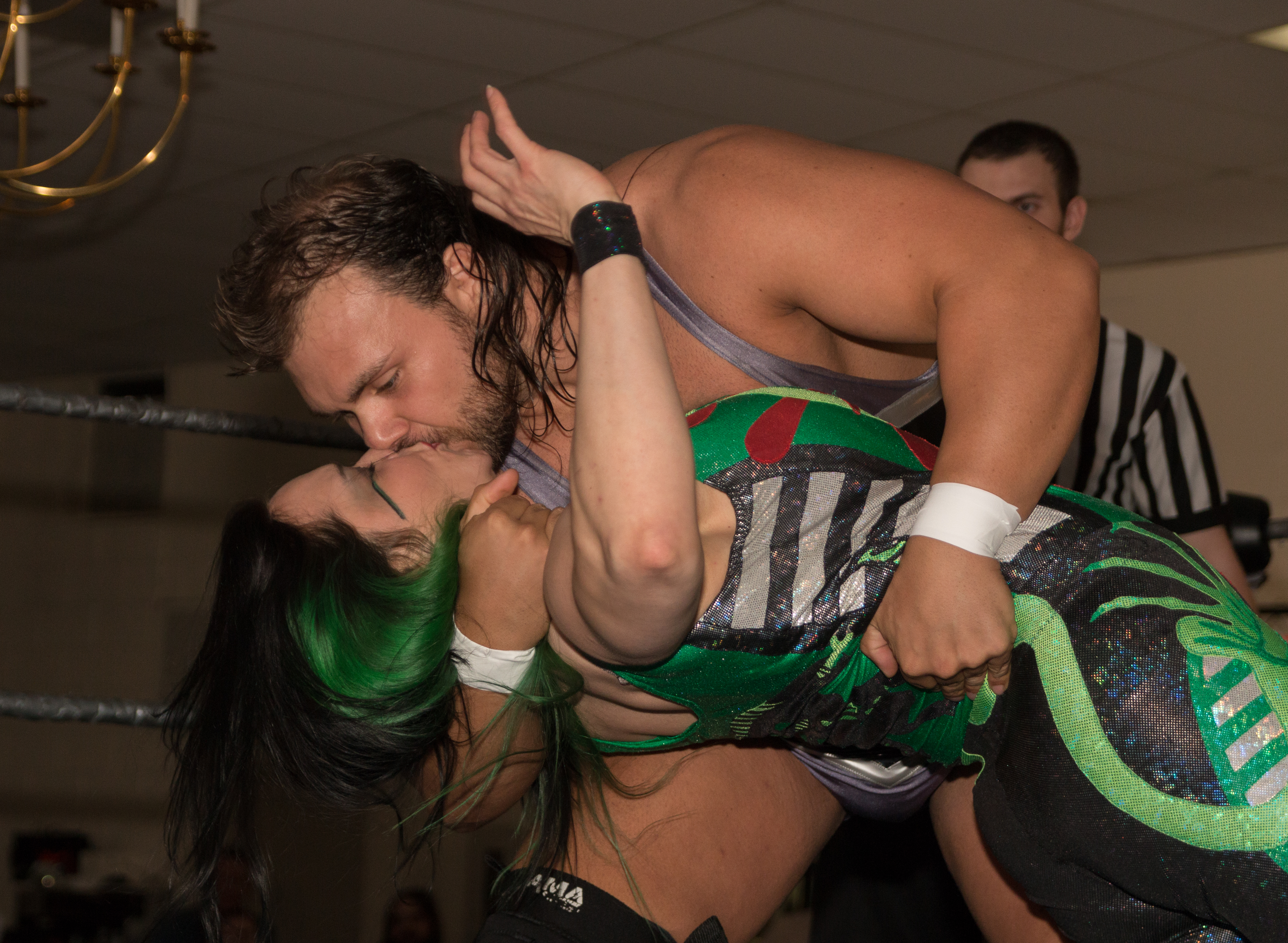
Frobel Y su mujer Rachel Collins en mayo de 2014

Frobel Ha vivido en Oshawa, Ontario, Canadá, pero desde entonces ha movido a Toronto, Ontario, Canadá. Frobel Anteriormente trabajado en construcción, pero requerido demasiados días fuera para su wrestling aspectos, forzándole para dejar.
En junio de 2013, Frobel anunció su compromiso con la luchadora profesional Rachel Collins (MsChif), y se casaron el 4 de julio siguiente. El 4 de septiembre de 2015, Collins dio a luz a ella y a Frobel. primer hijo, un niño llamado Jax.
En 2017, Elgin fundó su propia promoción de lucha libre profesional, Glory Pro. Sin embargo, vendió la promoción en diciembre de 2017 después de haber sido acusado de maltratar una demanda por agresión sexual contra un exalumno.

## En lucha
- Movimientos finales

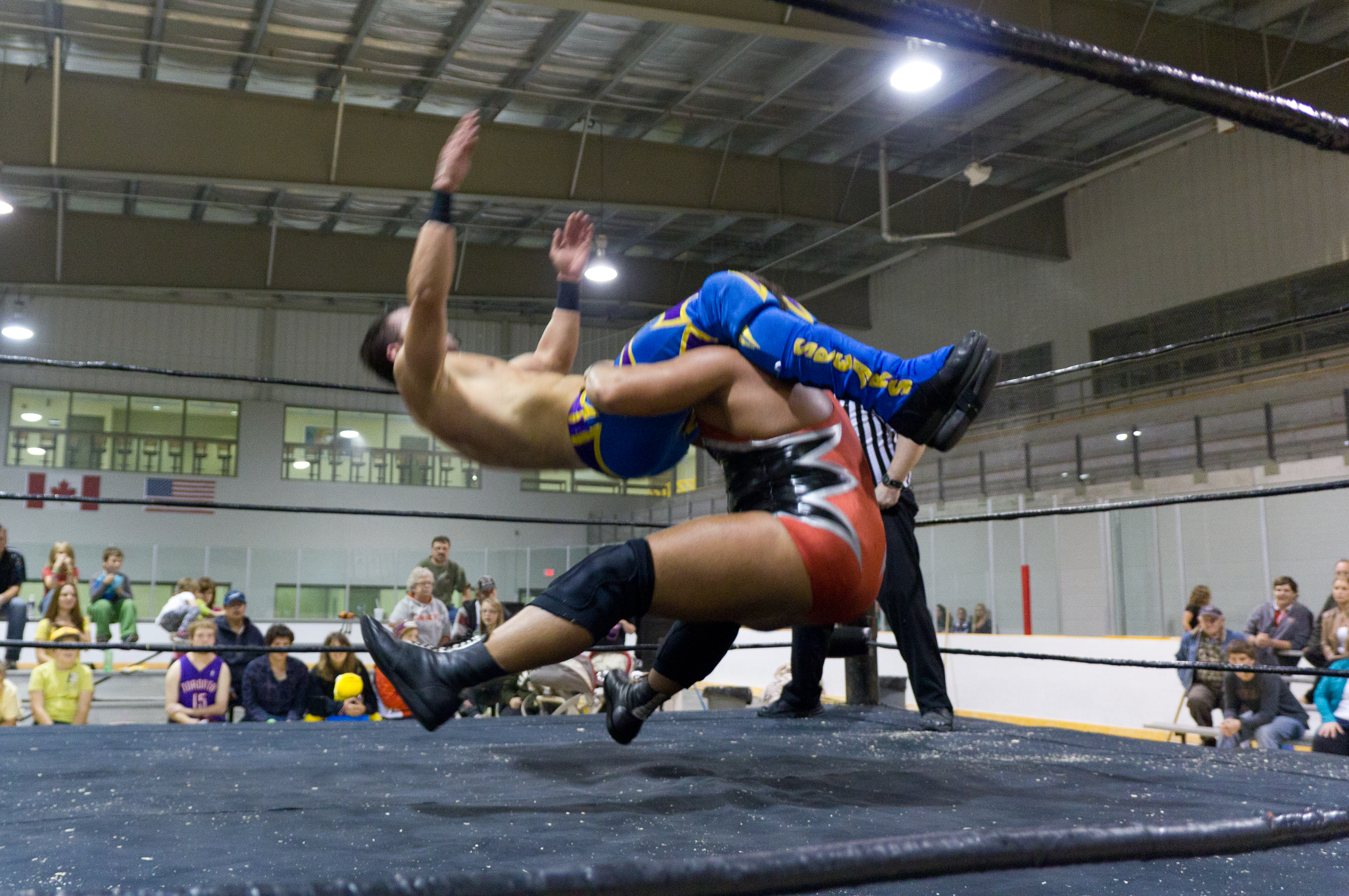
Elgin Actuando el Elgin Bomb encima de Shawn Spears

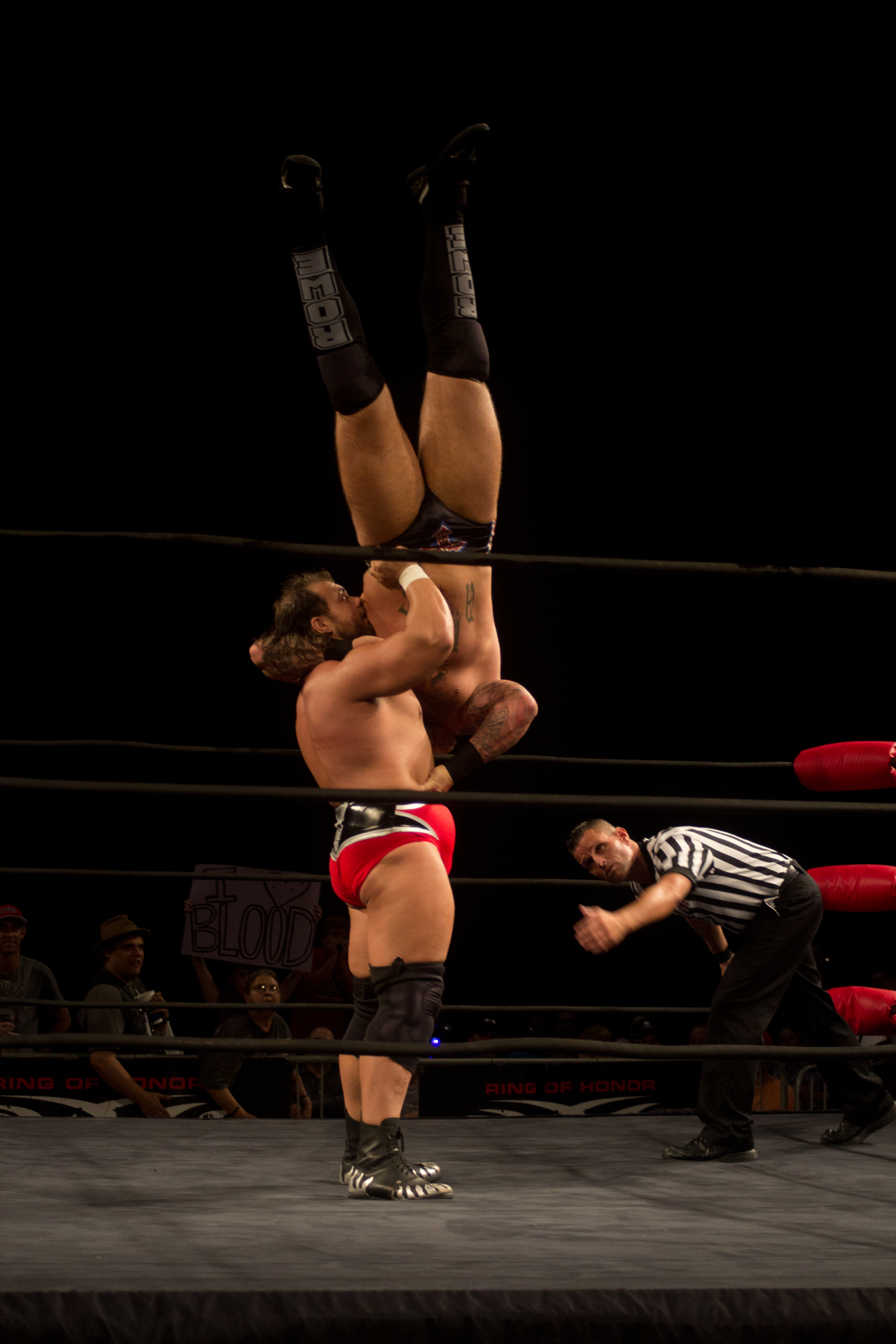
Elgin aplicándole un retrasado vertical suplex a Raymond Rowe en 2013

  - Big Mike Fly Flow (Rana splash) – 2016–presente; adoptado de Hiroshi Tanahashi[19]
  - Burning Hammer (Sitout Inverted conductor de Valle de la Muerte) – 2015–presente[20][21]
  - Crossface[22][23]
  - Doble underhook DDT[24][25] @– 2014@–2015
  - Elgin Bomb (ROH / NJPW) / Revolution Elgin Bomb[26] (PWG) (Girando sitout powerbomb, normalmente precedido por un turnbuckle powerbomb)[1][27][28]
- Movimientos de firma
  - Sacacorchos senton bomba[29][30][31]
  - Lariat
  - Múltiple suplex variaciones
    - Retrasado vertical[32][33]
    - Alemán de liberación, a veces precedido por una cintura-cerrar atrás corro[34][35]
    - Sitout Portazo de la segunda cuerda a un adversario en el delantal[36][37]

  - Sobre el hombro atrás-a-vientre piledriver
  - Sobre el hombro cangrejo de Boston de pierna solo[38]
  - Tirachinas splash[39][40]
  - Girando backfist[41]
  - Vertical suplex portazo de lado
- Managers
  - Truth Martini
  - Jason Saint[42]
- Apodos
  - "The Canadian Crazy Horse"
  - "Unbreakable[43]"
  - "Big Mike[44]"
- Temas de entrada
  - "Incubus" Por Prometheus-X (ROH; 2008-2014, 2015–2016)
  - Anarchy's Son" por Mike O'Phee (ROH; 2014-2015)
  - "Unbreakable" por Yonosuke Kitamura (NJPW)[45]

## Campeonatos y logros
- Absolute Intense Wrestling
  - AIW Absolute Championship (1 vez)[46]
  - Jim Lynam Memorial Tournament (2017)[47]
  - J.T. Lightning Invitational Tournament (2014)[48]

- All American Wrestling
  - AAW Heavyweight Championship (1 vez)[49]
  - AAW Heritage Championship (1 vez)[50]
  - AAW Tag Team Championship (1 vez) – with Ethan Page[51]

- Alpha-1 Wrestling
  - A1 Zero Gravity Championship (1 vez)

- BSE Pro
  - BSE Tag Team Championship (1 vez) – con Ashley Sixx

- Canadian Wrestling Federation
  - CWR Canadian Junior Heavyweight Championship (1 vez)[52]
  - CWR World Heavyweight Championship (1 vez)[53]
- Dynamo Pro Wrestling
  - Dynamo Pro D-1 Championship (1 vez)[54]

- Consejo Mundial de Lucha Libre
  - Gran Prix Internacional del CMLL (2018)

- Glory Pro
  - Glory Tag Team Championship (1 vez) – with Everett Connors[55]
  - IWA Mid-South Heavyweight Championship (1 vez)[56]
  - IWA Mid-South Strong Style Championship (1 vez)
  - Revolution Strong Style Tournament (2014)[57]

- Lucha Libre Elite
  - Elite World Championship (2016)

- New Japan Pro-Wrestling
  - IWGP Intercontinental Championship (1 vez)
  - NEVER Openweight Championship (1 vez)
  - NEVER Openweight 6-Man Tag Team Championship (1 vez) - con Hiroshi Tanahashi & Yoshitatsu
  - New Japan Rumble (2017)

- Pro Wrestling Guerrilla
  - PWG World Tag Team Championship (1 vez) – con Brian Cage

- Ring of Honor
  - ROH World Championship (1 vez)
  - Survival of the Fittest (2011 y 2015)

- Pro Wrestling Illustrated
  - Situado en el Nº346 en los PWI 500 de 2009[58]
  - Situado en el Nº271 en los PWI 500 de 2010[59]
  - Situado en el Nº229 en los PWI 500 de 2011[60]
  - Situado en el Nº54 en los PWI 500 de 2012[61]
  - Situado en el Nº37 en los PWI 500 de 2013[62]
  - Situado en el Nº14 en los PWI 500 de 2014[63]
  - Situado en el Nº43 en los PWI 500 de 2015[64]
  - Situado en el Nº18 en los PWI 500 de 2016[65]
  - Situado en el Nº76 en los PWI 500 de 2017[66]
  - Situado en el Nº161 en los PWI 500 de 2018[67]

- Wrestling Observer Newsletter
  - Lucha 5 estrellas (2012) vs. Davey Richards en Showdown in the Sun el 31 de marzo
  - Lucha 5 estrellas (2017) vs. Tetsuya Naito en The New Beginning in Osaka el 11 de febrero